# Доходный дом Бострикиных
Доходный дом Бострикиных — здание в Ростове-на-Дону, расположенное на Пушкинской улице (дом 106). Доходный дом был построен в 1914 году и изначально принадлежал Ивану и Анне Бострикиным. Здание имеет статус объекта культурного наследия регионального значения.

## История
Доходный дом Ивана и Анны Бострикиных был построен в 1914 году по проекту гражданского инженера Семёна Васильевича Попилина. В начале 1920-х годов доходный дом национализировали и разместили в нём коммунальные квартиры. В 1997 году владельцем здания стал Сбербанк. После отселения жильцов были проведены капитальный ремонт и реставрация здания. В нём разместилось отделение банка.

## Архитектура
Трехэтажное здание расположено по красной линии Пушкинской улицы. Симметричный фасад доходного дома оформлен в стиле модерн с использованием элементов классицизма и иррационализма. Первый этаж рустован. На втором и третьем этажах расположены балконы с ажурными решётками. Фасад здания увенчан аттиком сложной выгнутой формы. Над карнизом установлены тумбы парапета. Фасад украшен вставками декоративной штукатурки. Цветовая гамма фасада была подобрана в ходе реставрации 1997 года исходя из архитектурного стиля здания.